# 倉田秀道
倉田 秀道（くらた ひでみち、1961年8月26日 - ）は、日本のスキー指導者。2003年から2016年まで早稲田大学スキー部監督を務め、2014年ソチオリンピックには渡部暁斗を始め、スキー部OB4人、現役部員2人を日本代表として送り込んだ。

## 略歴
早稲田大学社会科学部を卒業。早稲田大学院スポーツ科学研究修士課程を修了。
1984年に大東京火災海上保険（現あいおいニッセイ同和損害保険）に入社する。
1996年に早稲田大学スキー部のコーチに就任し、1999年に助監督に就任。2003年より監督となる。2006年より、あいおいニッセイ同和損害保険から早稲田大学に客員教授として出向しフルタイム監督としてスキー部を指導する。スキー部は、2007年のインターカレッジで40年ぶりの優勝し、その後、男女合わせて5年連続で優勝する成績を収めた。
2016年の任期まで監督を務める。
あいおいニッセイ同和損害保は連続で東京都スポーツ推進企業に認定される、パラアスリート・スカラシップ制度など、障害者アスリートの支援にも力を入れているが、倉田は経営企画部次長として障害者スポーツ支援、パラアスリート採用に携わっている。